# Косачовка
Косачо́вка (укр. Косачівка) — село в Козелецком районе Черниговской области Украины. Население 622 человека. Занимает площадь 2,804 км².
Код КОАТУУ: 7422083901. Почтовый индекс: 17010. Телефонный код: +380 4646.

## Власть
Орган местного самоуправления — Косачовский сельский совет. Почтовый адрес: 17010, Черниговская обл., Козелецкий р-н, с. Косачовка, ул. 8-го Марта, 2.